# Parasarcophaga deviedmai
Parasarcophaga deviedmai är en tvåvingeart som beskrevs av Andy Z. Lehrer och Baez 1986. Parasarcophaga deviedmai ingår i släktet Parasarcophaga och familjen köttflugor. Inga underarter finns listade i Catalogue of Life.